# Полифил
Полифил (полифилл; англ. Polyfill) — код, реализующий какую-либо новую функциональность среды развёртывания в старой версии этой среды, где не поддерживаются новые функции. Чаще всего полифил обозначает библиотеку JavaScript, реализующую веб-стандарты HTML5 или CSS, либо устоявшийся стандарт (поддерживаемый частью браузеров) в старых браузерах, либо предлагаемый стандарт (не поддерживаемый ни одним браузером) в существующих браузерах. Применение полифилов обеспечивает более или менее единообразное отображение веб-страниц в разных веб-браузерах. Полифилы также используется в PHP и Python.
Термин является неологизмом, предложенным автором книги «Введение в HTML5» Реми Шарпом (англ. Remy Sharp) в 2009 году, отсылает к шпаклёвке марки Polyfilla, ассоциируя такие библиотеки с заделкой трещин в стенах.
Полифилы позволяют исправлять ошибки в конкретном API или добавлять в веб-браузер функциональность, которая частично или полностью им не поддерживается. Полифилы не создают лишних зависимостей и могут быть легко удалены, когда они больше не нужны. Использование полифилов отлично зарекомендовало себя и широко применяется в тех случаях, когда необходимо повысить функциональность старых (а иногда и новых) браузеров до желаемого уровня.